# Aurora Ljungstedt
Aurora Lovisa Ljungstedt, född Hjort den 2 september 1821 i Karlskrona, död den 21 februari 1908 i Stockholm, var en svensk författare, som skrev under pseudonymen Claude Gérard.

## Biografi
Aurora Ljungstedts föräldrar var majoren Georg Leonard Hjort (1788–1872) och Fredrika Elisabeth Alf (1792–1877) och hon hade tre syskon. Familjen flyttade 1835 från Karlskrona till släktgården Krusenhof, ett gods i Kvillinge socken i Östergötland. År 1846 gifte hon sig med byråchefen i fångvårdsstyrelsen Samuel Viktor Ljungstedt och flyttade till Stockholm. Makarna fick tre barn.
Ljungstedt visade sig redan tidigt ha författartalang, men den motarbetades av modern, som ansåg sådant opassande för en flicka. Bland annat av det skälet publicerade hon sig hela livet under pseudonymer. De första berättelserna gavs ut som Richard, R-d och R. Stedt. Efter att hon flyttat till Stockholm började hon använda pseudonymen Claude Gérard, som är en rollfigur i Eugène Sues roman Martin, hittebarnet. Maken stod för förlagskontakterna och först vid ett missförstånd omkring 1875 avslöjades hennes identitet.
Aurora Ljungstedt var influerad av den sensations- och skräckromantik, representerad av Eugéne Sue och Edward Bulwer, som var populär på 1830- och 1840-talen. Hon skrev ren underhållningslitteratur, men av högre kvalitet än den gängse i samtiden. Hon skrev vad som kan betecknas som de första svenska deckarna och hon har även kallats Sveriges Edgar Allan Poe, bland annat för sitt intresse för det övernaturliga och mystifierande psykologi (mesmerism).
Ljungstedts romaner och berättelsecykler gick som följetong i Nya Dagligt Allehanda, Aftonbladet med flera tidningar. Hennes Samlade berättelser utkom i 9 band 1872–1882, de första åtta på Albert Bonniers förlag och den sista troligen på eget förlag.

## Bibliografi

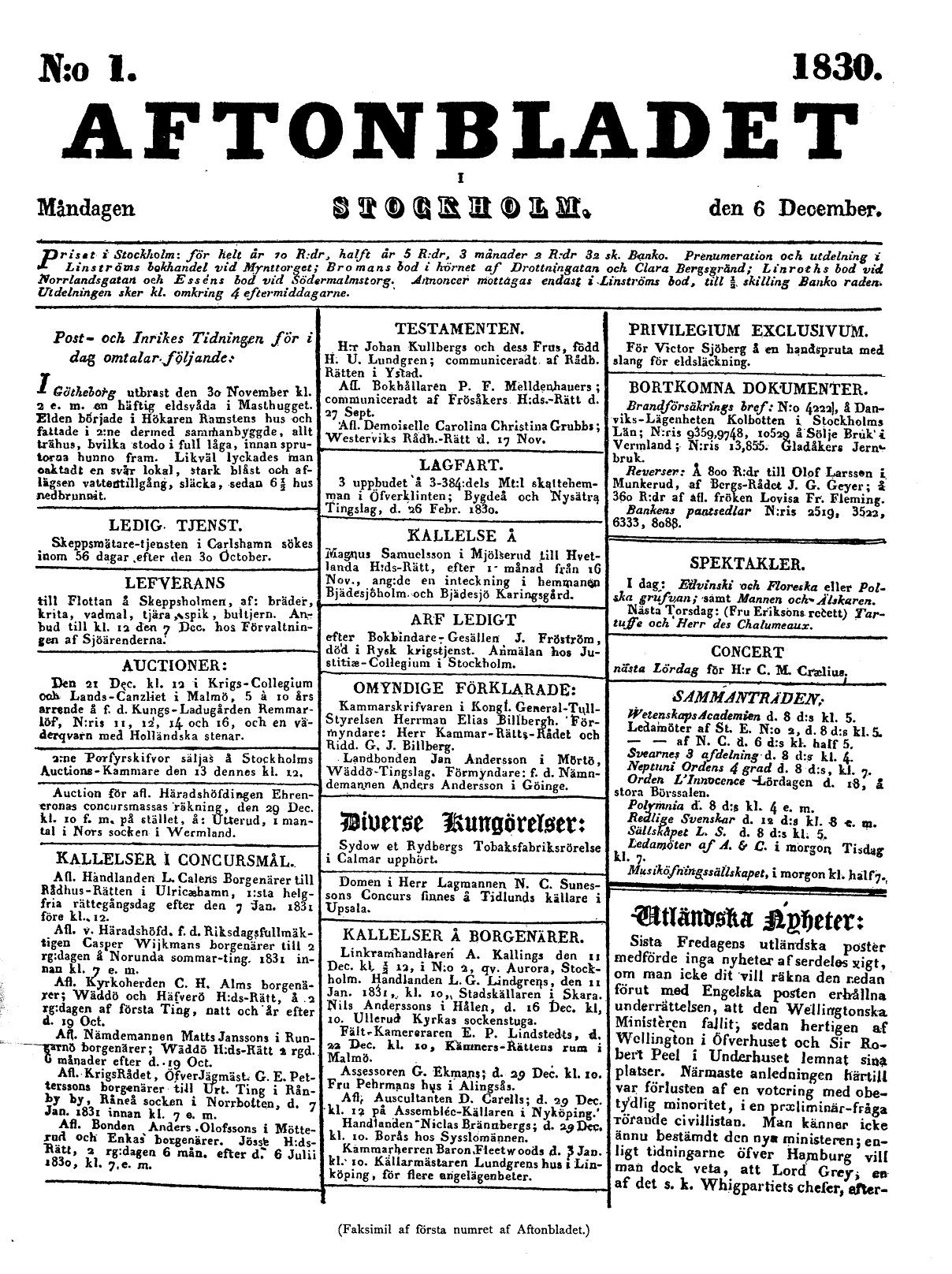
Aftonbladet, nr 1, 1830-12-06

### I följetongsform
- Dagdrifverier och drömmerier. Aftonbladet. 1857.
- En jägares historier. Nya Dagligt Allehanda. 1860-1861.
- Skymningsprat. Nya Dagligt Allehanda. 1864.
- Psykologiska gåtor Del 3. Stockholm, Nya Dagligt Allehanda. 1868.
- Onkel Benjamins album. Nya Dagligt Allehanda. 1870.
- Jernringen. Nya Dagligt Allehanda. 1871.
- Moderna typer. Nya Dagligt Allehanda. 1872.
- Den svarta kappan. Svenska Familj-Journalen. 1872.
- Inom natt och år. Aftonbladet. 1875.
- Hvardagsliv. Aftonbladet. 1877.
- Gröna blad. Aftonbladet. 1877.
- Den tomma rymden. Aftonbladet. 1878.

### Bokutgåvor och kalendrar
- Hin ondes hus: en berättelse af Richard. Europeiska följetongen, 99-1523599-2 ; 1853: 16-19. Stockholm: Bonnier. 1853. Libris 3259766. http://litteraturbanken.se/#!/forfattare/LjungstedtA/titlar/HinOndesHus/sida/1/etext
- Psykologiska gåtor: en berättelse af Claude Gerard. Del 1-3. Stockholm. 1868. Libris 3315955 - Dansk översättning 1869-1870.
  -  Del 1. Libris 14662244. http://hdl.handle.net/2077/34335
  -  Del 2. Libris 14662246. http://hdl.handle.net/2077/34519
  -  Del 3. Libris 14662247. http://hdl.handle.net/2077/34137
- Mr. Webb: reseskizz af Claude Gerard. Stockholm. 1873. Libris 3324267
- ”Den hvita hårlocken. Skizz af Claude Gerard”. Svea Folk-kalender (1876):  sid. 9-30. 1875. https://runeberg.org/svea/1876/0012.html. Libris 2105141
- Gröna blad af Claude Gerard. Stockholm. 1877. Libris 10192375
- Linné i Upsala och i Amsterdam : skizz af Claude Gerard. Öreskrifter för folket, 99-1474700-0 ; 92. Stockholm: Bonnier. 1878. Libris 13931811. http://urn.kb.se/resolve?urn=urn:nbn:se:umu:eod-63 - Även i Svea 1878, s. 9-38.
- Soldaten Blå: historisk skizz från Gustaf IV Adolfs tid af Claude Gerard. Öreskrifter för folket, 99-1474700-0 ; 98. Stockholm: Bonnier. 1879. Libris 1601975 - Med 4 teckningar av Carl Larsson och N. Janzon. -  Även i Svea 1879, s. 27-50.
- ”Varning : novell af Claude Gerard”. Nornan (1885):  sid. 4-40. 1884. https://runeberg.org/nornan/1885/0019.html. Libris 2105141
- Onkel Benjamins album af Claude Gerard. Engelholm. 1903. Libris 2387719

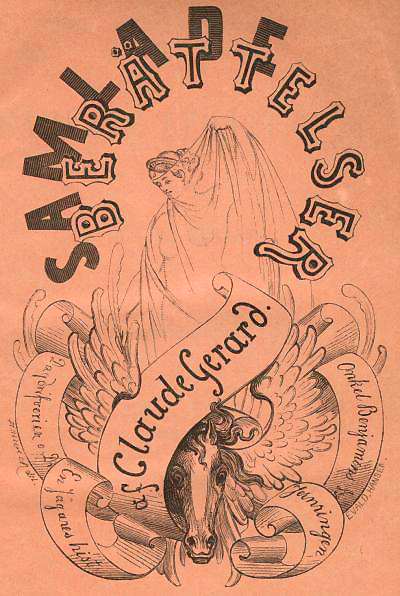
Omslag till Samlade berättelser
Xylografi av Evald Hansen.

### Samlade upplagor och urval
- Samlade berättelser : svenskt original Claude Gérard. Stockholm: Bonnier. 1872-1882. Libris 10235366. https://runeberg.org/ljungste/ - Nya upplagor av följetong eller berättelse i tidningar och tidskrifter.
  -  Del 1, Dagdrifverier och drömmerier ; En jägares historier. Stockholm: Bonnier. 1872. Libris 17453800 Fulltext: Göteborgs universitetsbibliotek, Projekt Runeberg - Ur bland annat Aftonbladet 1857 respektive Nya Dagligt Allehanda 1861.
  -  Del 2, Skymningsprat. 1872. Libris 10235213. https://runeberg.org/ljungste/2/ - Ur Nya Dagligt Allehanda 1864.
  -  Del 3, Onkel Benjamins album. 1873. Libris 10235216. https://runeberg.org/ljungste/3/ - Ur Nya Dagligt Allehanda 1870.
  -  Del 4, Jernringen. 1873. Libris 10235220. https://runeberg.org/ljungste/4/ -  - Ur Nya Dagligt Allehanda 1871.
  -  Del 5, Psykologiska gåtor. 1873. Libris 10235225. https://runeberg.org/ljungste/5/ - Ur Nya Dagligt Allehanda 1869.
  -  Del 6, Moderna typer. 1874. Libris 10235233. https://runeberg.org/ljungste/6/ - Ur Nya Dagligt Allehanda 1872.
  -  Del 7, Inom natt och år. 1876. Libris 10235239. https://runeberg.org/ljungste/7/ - Ur Aftonbladet 1875.
  -  Del 8, Hvardagslif ; Gröna blad. 1878. Libris 10235245. https://runeberg.org/ljungste/8/ - Ur Aftonbladet 1877.
  -  Del 9. Stockholm: Bonnier. 1882. Libris 10235364 Fulltext: Göteborgs universitetsbibliotek, Projekt Runeberg - - Ur Aftonbladet 1877-78, Svenska familj-journalen 1873, 1876-77, 1879-80, 1882 med flera.
- Två sällsamma berättelser. Saltsjö-Boo: Aleph. 2002. Libris 8840929. ISBN 91-972507-5-9 - Texten moderniserad. Ur Samlade berättelser, del 1, 1872.
- Hastfordska vapnet. Saltsjö-Boo: Aleph. 2006. Libris 10092587. ISBN 91-975612-2-3 - Texten ur Samlade berättelser, del 3, 1873.
- En jägares historier: Drama i skogen, En gubbes minnen, Farmors skrin, Harolds skugga. Ljungby: Hastur. 2013. Libris 13985686. ISBN 9789186835125 - Efterord av Rickard Berghorn. Illustrationer av Oskar Aspman. Texten ur Samlade berättelser, del 1, 1872.